# À armes égales (émission de télévision)
Pour les articles homonymes, voir À armes égales.
À armes égales est une émission de télévision politique française de Michel Bassi, Alain Duhamel, André Campana et Jean-Pierre Alessandri diffusée sur la première chaîne de l'ORTF à 21 heures du 17 février 1970 au 28 mars 1973 et réalisée par Igor Barrère.
Après l'élection de Georges Pompidou lors de la présidentielle de 1969, son premier ministre Jacques Chaban-Delmas, inquiet de la sévère contestation subie par l'ORTF en Mai 68, a souhaité ouvrir la télévision à la société et à l'opposition. Chaque semaine, un débat accorde un temps de parole égal à deux invités, qui ont chacun droit avant le débat à la diffusion de leur propre petit film. 
Le premier débat, sur « l'idée de Patrie », a opposé le 17 février 1970 Jacques Duclos, candidat du PCF à la présidentielle de 1969, au ministre de la Défense Michel Debré, Duclos y présentant un petit film rappelant la grève patriotique des cent mille mineurs du Nord-Pas-de-Calais en mai-juin 1941.
L'émission du 13 décembre 1971, consacrée à un débat entre l'écrivain Maurice Clavel et Jean Royer sur le thème « Les mœurs : la société française est-elle coupable, a provoqué de très nombreuses réactions médiatiques car ce débat n'a pas eu lieu, Maurice Clavel ayant quitté le plateau de façon prématurée avant qu'il ne commence en lançant une formule restée célèbre: « Messieurs les censeurs, bonsoir ! ».

## Liste des émissions
Quatorze émissions sur trente-trois sont consultables à l'Inathèque (N°1, 2, 4, 5, 6, 8, 9, 17, 20, 23, 25, 27, 29, 31).
1. 17/02/1970 - Michel Debré et Jacques Duclos : « L'idée de Patrie »
2. 17/03/1970 - Valéry Giscard d'Estaing et Jean-Jacques Servan-Schreiber : « L'égalité des chances »
3. 28/04/1970 - Eugène Descamps et Jean Riboud : « L'avenir de l'entreprise »[2]
4. 19/05/1970 - Jean Daniélou et Roger Garaudy : « Chrétiens et marxistes devant le monde moderne »
5. 16/06/1970 - Edgar Faure et Michel Rocard : « Le rôle de l'État »
6. 15/09/1970 - Pierre Mendès France et Alexandre Sanguinetti : « Jeunesse et politique »
7. 27/10/1970 - François Ceyrac et Georges Séguy : « La grève »
8. 17/11/1970 - Jean Foyer et Françoise Giroud : « Faut-il décoloniser la femme ? »
9. 15/12/1970 - Gaston Defferre et Jean-Marcel Jeanneney : « La région dans l'Europe »
10. 18/01/1971 - Olivier Guichard et François Mitterrand : « L'école et le citoyen devant la société »
11. 15/02/1971 - Robert Buron et Raymond Cartier : « L'Algérie, la France et le Tiers-Monde »
12. 12/03/1971 - Lucien Biset et Sicco Leenert Mansholt : « L'agriculture »
13. 02/04/1971 - Maurice Couve de Murville et Roy Jenkins : « France-Angleterre »
14. 24/05/1971 - Christian Fouchet et Serge Mallet : « L'ordre »
15. 21/06/1971 - Jean Charbonnel et Hubert Dubedout : « Le rôle des maires »
16. 12/07/1971 - Pierre Haubtmann et Michel Poniatowski : « L'Église et la politique »
17. 20/09/1971 - Jacques Chirac et Georges Marchais : « Les partis politiques »
18. 18/10/1971 - André Bergeron et Guy Verdeil : « Les prix »
19. 22/11/1971 - Alain Griotteray et Alain Savary : « La politique et l'argent »
20. 13/12/1971 - Maurice Clavel et Jean Royer : « Les mœurs : la société française est-elle coupable ? »[3]
21. 25/01/1972 - Michel Habib-Deloncle et Roland Leroy : « Idéologie et culture dans la société française »
22. 22/02/1972 - Joseph Fontanet et Edmond Maire : « Les conditions de travail en France »
23. 14/03/1972 - Maurice Couve de Murville et Jean Lecanuet : « La France et l'Europe »
24. 16/05/1972 - Michel Rocard et Alexandre Sanguinetti : « Le gauchisme »
25. 13/06/1972 - Michel Debré et François Mitterrand : « Deux politiques de l'avenir »
26. 18/07/1972 - Sicco Leerner Mansholt et Ambroise Roux : « Faut-il avoir peur de la croissance économique ? »
27. 12/09/1972 - Georges Marchais et Alain Peyrefitte : « Le monde socialiste : échec ou réussite ? »
28. 25/10/1972 - Olivier Guichard et Jean-Jacques Servan-Schreiber : « Les Français et l'État »
29. 22/11/1972 - Gaston Defferre et Edgar Faure : « La politique sociale »
30. 13/12/1972 - Alain Krivine et Bernard Stasi : « Faut-il changer la politique ? »
31. 10/01/1973 - François Mitterrand et Alexandre Sanguinetti : « Le rendez-vous de mars »
32. 07/02/1973 - Alain Griotteray et Roland Leroy : « Le financement du Programme commun de la gauche et du plan social de la majorité. Les libertés publiques »
33. 28/03/1973 - André Chandernagor et Robert Boulin : « Le rôle du Parlement »[4]